# Jacob Jordaens
Jacob Jordaens (Amberes, 19 de mayo de 1593-18 de octubre de 1678) fue un pintor barroco flamenco. Es el último gran maestro de la época en los Países Bajos, tras la muerte de Rubens (1640) y Van Dyck (1641). A diferencia de sus contemporáneos, nunca realizó un viaje formativo a Italia para conocer el arte clásico, y su carrera destaca por cierta indiferencia hacia las ambiciones cortesanas o intelectuales. Se le considera, por sus contados viajes fuera de los Países Bajos, como un pintor de considerable genio pese a su carácter local. 
Fue un pintor de éxito, grabador ocasional y notable diseñador de tapices. Al igual que Rubens, Jordaens fue un maestro de los tapices, las escenas mitológicas y las alegorías, y a partir de 1640 -año de la muerte de Rubens- fue el más notable pintor de Amberes, y como tal recibió numerosos encargos de cortesanos, familias adineradas y otros mecenas. Hoy, sin embargo, es más conocida su pintura de género, obras basadas en escenas costumbristas al modo de su contemporáneo Jan Brueghel el Viejo. Entre sus influencias se cuentan no solo pintores flamencos como Brueghel o el mencionado Rubens, sino también artistas del norte de Italia como Jacopo Bassano, Paolo Veronese o Caravaggio.

## Biografía

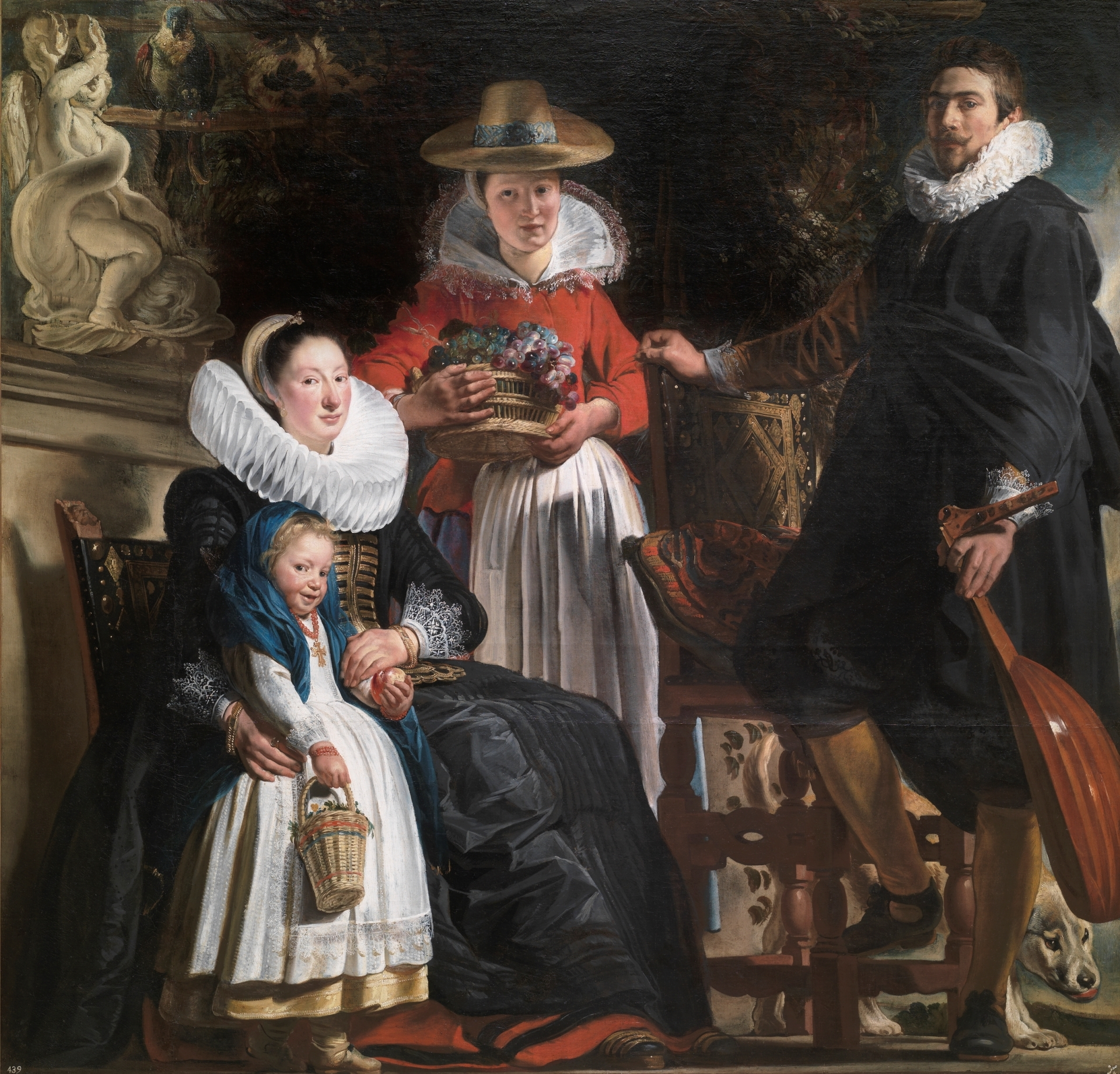
La familia del pintor (1621 - 1622), óleo sobre lienzo, 181 x 187 cm, (Madrid, Museo del Prado).

Jacob Jordaens nació en Amberes el 19 de mayo de 1593, primogénito entre los once hijos del rico mercader de lino Jacob Jordaens y Barbara van Wolschaten. Se sabe poco sobre su primera educación, pero se admite que debió recibir una formación aventajada como heredero de una rica familia. Esta idea se ve confirmada por su dominio de la gramática, su conocimiento del francés y su competencia en cuestiones mitológicas. Su familiaridad con los temas bíblicos se manifiesta en sus muchas pinturas de tema religioso, y su vinculación con estas cuestiones se ve confirmada por su tardía conversión del catolicismo al protestantismo. Al igual que Rubens estudió con Adam van Noort, quien fue su único maestro. Durante esta etapa Jordaens residió en la casa de Van Noort y estableció estrechos lazos con la familia. Después de ocho años de formación con Van Noort, se unió a la Guilda de San Lucas como waterscilder o "acuarelista". A la sazón este era un medio que solía emplearse como base de los tapices y tal vez ello explica que no se conserven acuarelas del autor.

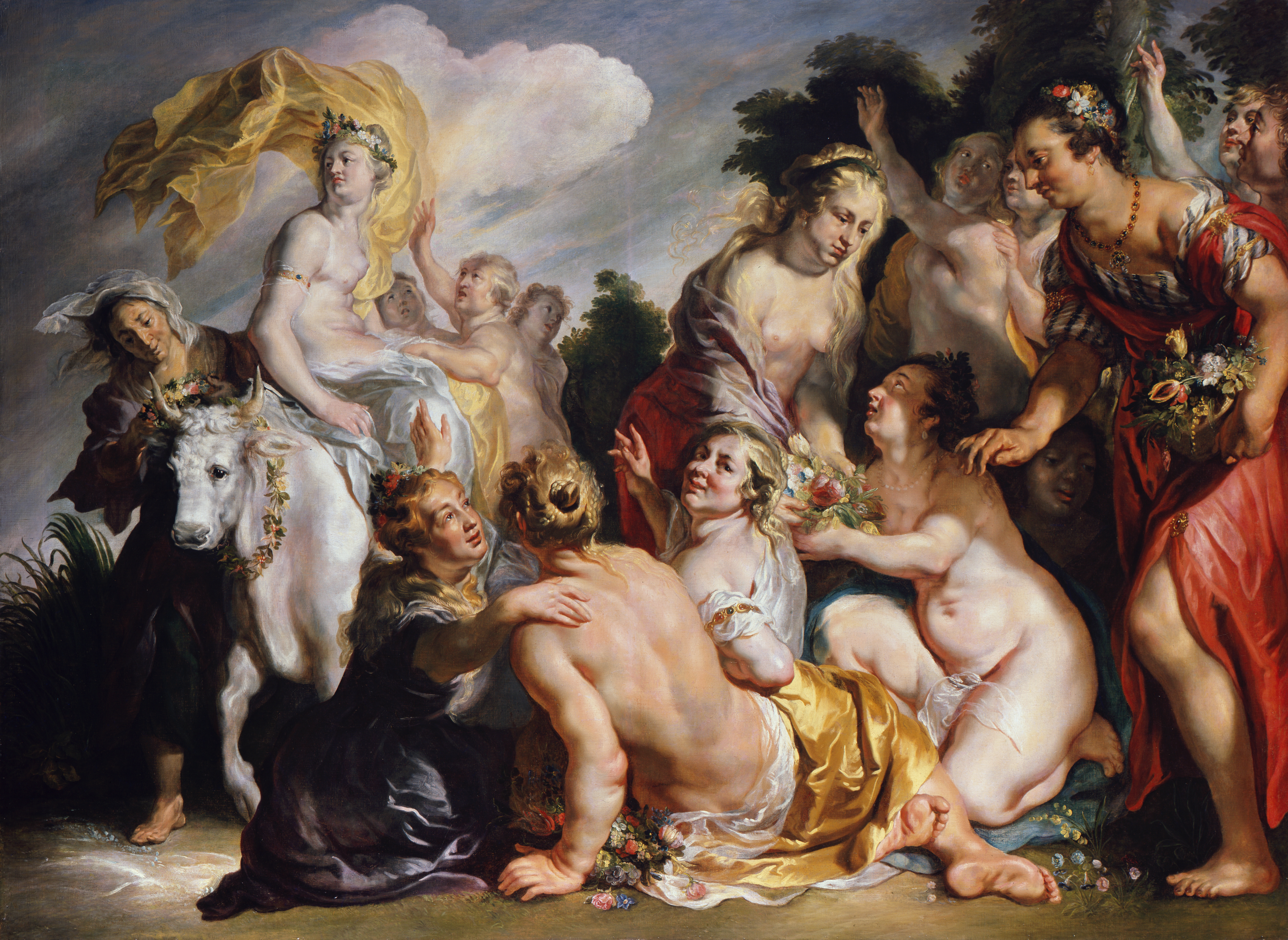
El rapto de Europa, Jacob Jordaens, 1615/16, Gemäldegalerie Berlín

En 1616, el mismo año en que se le admitió en la hermandad, Jordaens contrajo matrimonio con la hija mayor de su maestro, llamada Anna Catharina van Noort, con la que tuvo tres hijos. En 1618 la pareja compró una vivienda en Hoogstraat, la calle donde se había criado. Hacia 1639 la amplió sobre la vivienda colindante, tal como había hecho Rubens dos décadas antes. Allí residió y trabajó hasta su muerte en 1678.
Jordaens nunca realizó el clásico viaje de aprendizaje a Italia para estudiar el arte clásico y renacentista. A pesar de esto, se esforzó notablemente para adquirir láminas de los grandes maestros italianos que podían encontrarse en aquel entonces en el norte de Europa. Así es como conoció a Tiziano, Veronese, Caravaggio y Bassano. Su obra, sin embargo, delata su fuerte arraigo como pintor local, y su apego a la pintura de género de artistas como Brueghel el Viejo, de carácter costumbrista y un tono más bien jocoso. La mayoría de sus encargos le llegaban de ricos mecenas flamencos y miembros del clero, si bien hacia el final de su carrera el maestro ya recibía encargos de cortesanos y gobiernos de toda Europa. Además de una considerable cantidad de pinturas al óleo, a lo largo de su carrera realizó numerosísimos tapices, una huella de su temprana vocación de acuarelista.
La importancia de Jordaens puede calibrarse por la cantidad de discípulos que tuvo: el registro de la Hermandad de San Lucas -el tradicional gremio de los pintores- apunta a unos quince entre 1621 y 1667, y a éstos hay que añadir otros seis aprendices que aparecen registrados como tales en documentos de la corte. Entre ellos se contaría su primo, y su propio hijo Jacob. Como Rubens y otros artistas de la época, el estudio de Jordaens dependía en gran medida de sus ayudantes para la producción de sus pinturas. Aunque no muchos de sus discípulos adquirieron fama, tener un cargo en el taller de Jordaens era una posición codiciada por artistas de toda Europa.

## Influencia de Rubens

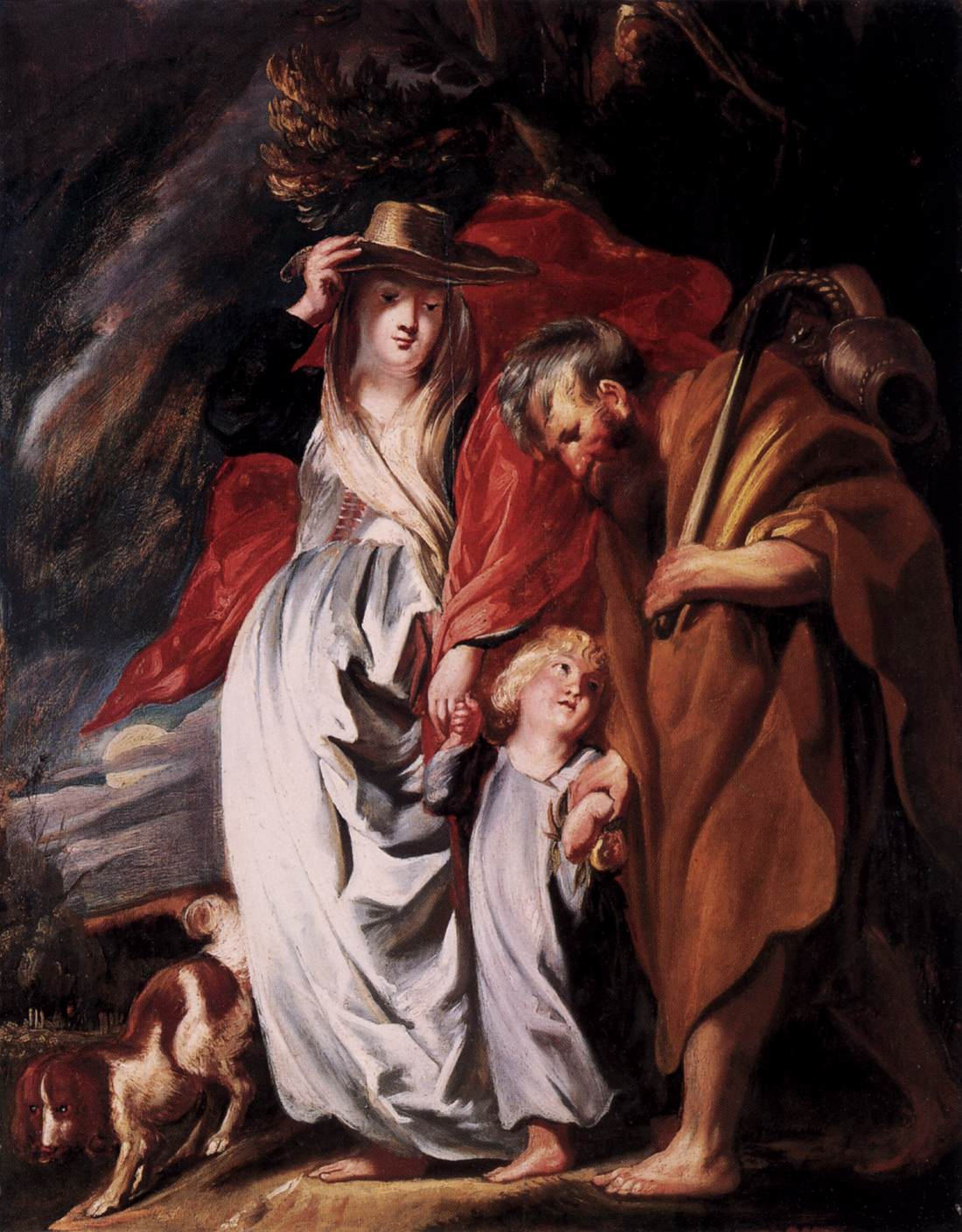
El regreso de la Sagrada Familia tras la huida a Egipto, por Jacob Jordaens.

Pedro Pablo Rubens fue tal vez el pintor que más influyó en la obra de Jordaens. El maestro le encargó algunas reproducciones de sus bocetos, que tal vez explican su afinidad por una paleta cromática cálida, su común interés por el naturalismo y su similar adaptación del chiaroscuro y el tenebrismo italianos. Jordaens, que en vida de Rubens solo tuvo un moderado éxito como pintor de retratos, brillaba especialmente en la representación de personajes comunes de la vida cotidiana, tanto en sus pinturas de tema pastoril, de raíces profundamente clásicas, como en escenas morales similares a las que había popularizado Jan Steen. Aunque no fue un especialista, Jordaens solía repetir ciertos temas a lo largo de sus obras, con la intención de personalizar caracteres que van apareciendo a lo largo de su obra con diferentes edades, formando parte de la abigarrada multitud que rodea la mesa de un gran banquete. En cuanto a los temas mitológicos, Jordaens se ciñó a los motivos elaborados por Rubens, si bien filtrándolos a través de su tendencia a la personalización y el costumbrismo realista, así como un cierto aire burlesco que impregna incluso sus obras de temática mitológica o religiosa. El Prometeo, de c. 1640 es un ejemplo claro de la influencia combinada de Rubens y Frans Snyders.

## Temas
Además de ser conocido como notable retratista, Jordaens realizó obras de temática religiosa, obras de carácter alegórico y mitológico, así como un buen número de grabados. Aunque principalmente fue un pintor histórico, también trabajó sobre proverbios flamencos, del tipo "el viejo canta, el joven parlotea", o representaciones de festivales flamencos ("El Rey bebe"). Algunas de sus obras prueban su interés por la pintura de animales: en su obra figuran con frecuencia imágenes de caballos, vacas, aves de corral, gatos, perros y ovejas; generalmente eran modelos del natural. A lo largo de toda su vida realizó gran cantidad de apuntes del natural de animales y personas. Después de la muerte de Rubens, acaecida en 1640, Jordaens se convirtió en el pintor más popular de Amberes, y a partir de entonces empezó a recibir encargos de las principales cortes de Europa, especialmente de los reinos nórdicos. Los mismos herederos de Rubens solicitaron su ayuda para terminar un cuadro de Hércules liberando a Andrómeda (Museo del Prado) encargado por el rey Felipe IV de España.
Entre 1635 y 1640, aquejado Rubens por la gota, se concedió a Jordaens autorización para utilizar los bocetos del maestro flamenco para continuar la decoración de la entrada triunfal del Cardenal-Infante Ferdinando, el recién nombrado gobernador de las posesiones españolas en los Países Bajos. Aunque la obra se perdió finalmente, Jordaens también recibió el encargo de concluir las pinturas que decoraban la cámara de la Reina en Greenwich, encargo que igualmente había sido encomendado inicialmente a Rubens, quien rechazó el trabajo a causa de sus crecientes problemas de salud.
Por último debemos destacar que Jordaens también tuvo un papel importante en la decoración de la Torre de la Parada, erigida entre 1636 y 1641. Dos de las obras atribuidas a Jordaens son "Apolo y Pan" (1637, realizada según los esbozos de Rubens) y "Vertumno y Pomona" (1638). A esta producción se sumarían posteriormente una "Caída de los Titanes", el "Matrimonio entre Peleo y Tetis" y el "Cadmo sembrando los dientes del dragón". En 1661 recibió el encargo de elaborar tres tondos de considerable tamaño para el ayuntamiento de Ámsterdam.

## Religión

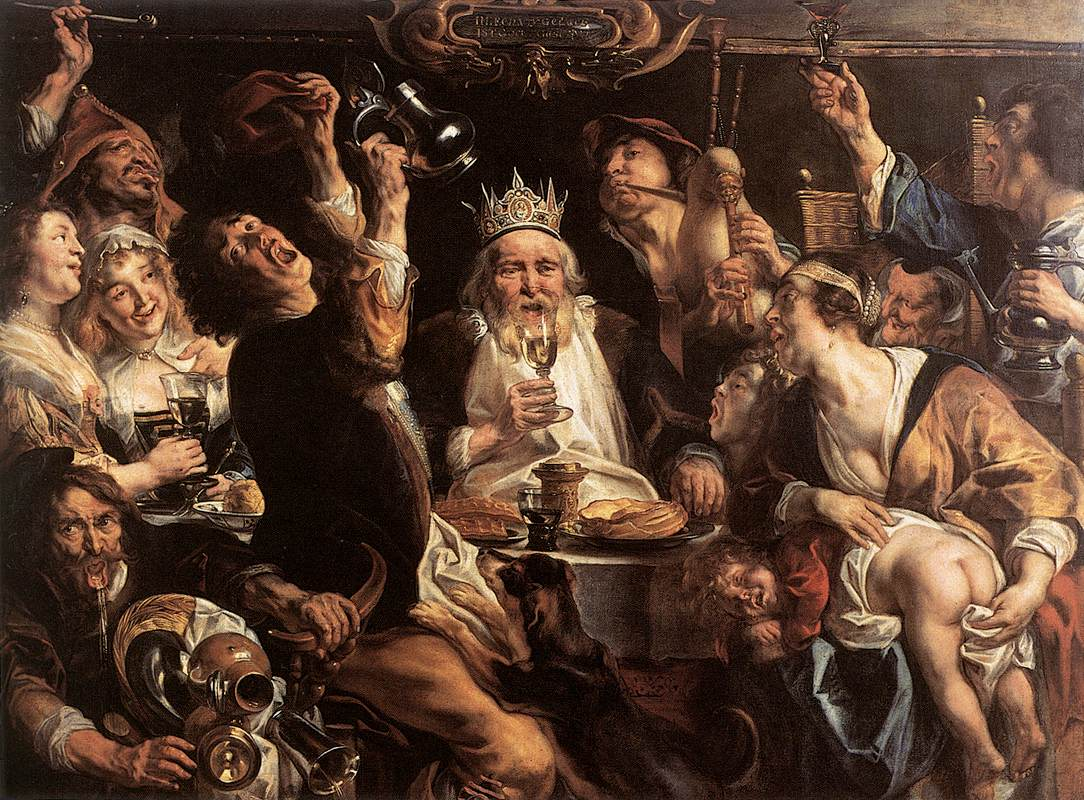
El rey bebe, 156 × 210 cm, Museos Reales de Bellas Artes de Bélgica.

Profesar el protestantismo estaba prohibido en Amberes, a la sazón territorio sujeto a la soberanía del rey de España. Sin embargo, en la última etapa de su vida, Jordaens se hizo protestante, si bien continuó recibiendo -y realizando- los encargos de las ricas iglesias católicas de su región. Por otra parte, la redacción de algunos textos heréticos publicados entre 1651 y 1658 le costaron pagar una multa de 200 libras y 15 chelines. En 1877 se levantó en Putte un monumento conmemorativo que contenía las lápidas del pintor y sus colegas Simon de Pape (I) y  Adriaen van Stalbemt, en el lugar donde se encontraban la iglesia y el cementerio protestantes antes de su demolición. 
Jordaens falleció en octubre de 1678 a consecuencia de una misteriosa enfermedad endémica de Amberes -llamada 'zweetziekte' o 'polderkoorts', en neerlandés-, en el mismo día que se había llevado a su hija soltera Elizabeth, quien permanecía en la casa familiar. Sus cuerpos fueron enterrados juntos bajo una lápida del cementerio protestante de Putte, una aldea al norte de la frontera con Bélgica, donde ya descansaban los restos de su fallecida mujer Catharina. Un año después de su muerte, el hijo de Jordaens realizó una generosa donación de "veinticinco libras flamencas a la Camer van den Huysarmen de Amberes", a las que añadió "El lavatorio y unción del cuerpo de Cristo", que fue reubicado en un orfanato para niñas. Aparentemente esta donación se realizó en correspondencia con el testamento de Jordaens, aunque lamentablemente no se conserva este documento. Incluso sin haberse encontrado el testamento de Jordaens, su gentileza fue ampliamente reconocida por todos los que le conocían.
Hacia el final de su carrera (1652-1678) el talento creativo y artístico del pintor se fue recrudeciendo. De su brillante paleta juvenil pasó a tonos acres y terrosos, aplicando tan poca pintura que podía verse la tela debajo. Salvo contadas excepciones -como la "Historia de Psyche" que realizó para su propia casa-, su dedicación profesional se fue relajando y en cierto modo sus pinturas parecen afectadas de cierta fatiga.

## Obras

### La adoración de los pastores

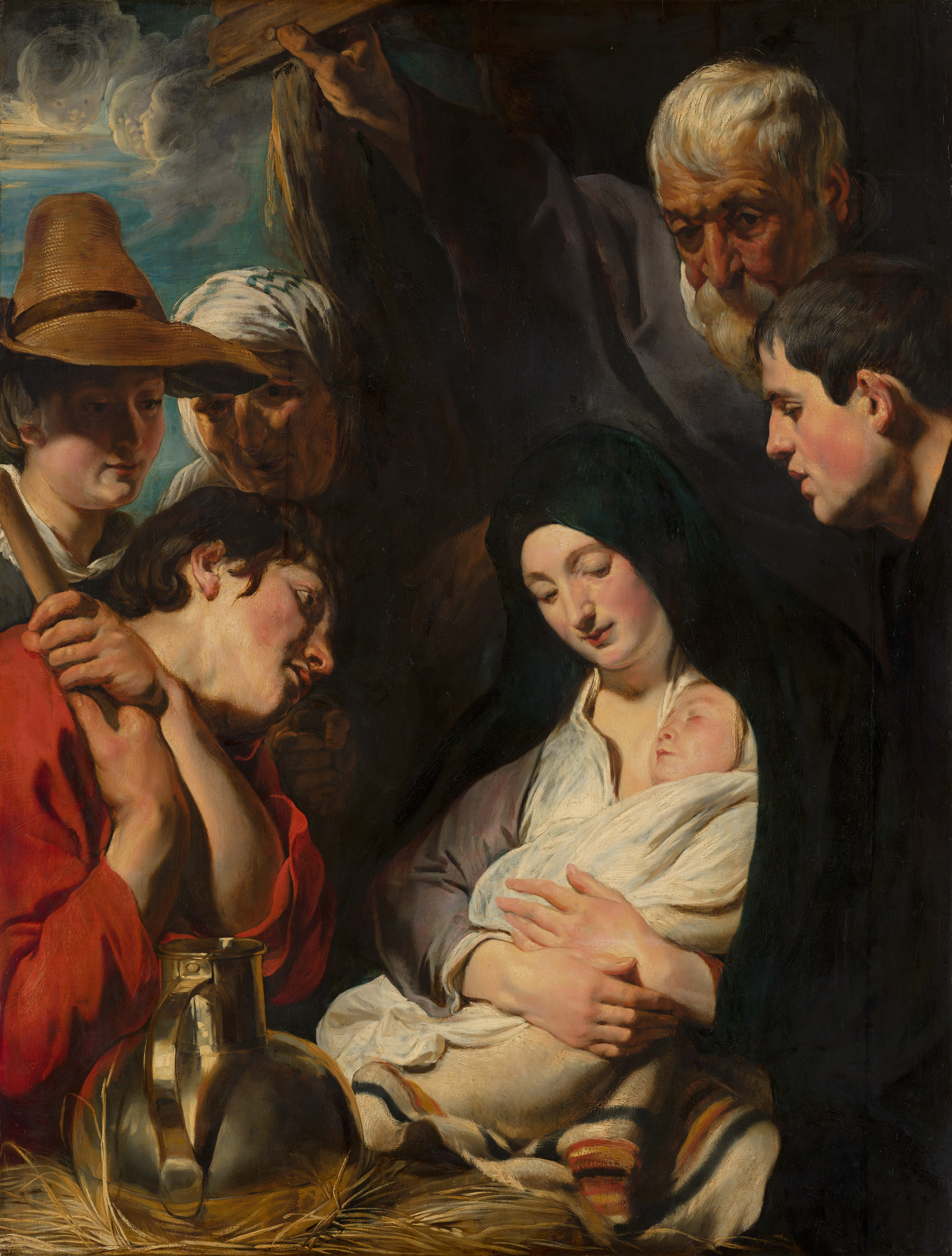
La adoración de los pastores, versión de 1617. Mauritshuis.

La adoración de los pastores (1616 - 1618) presenta a la Virgen amamantando al niño Jesús mientras unos pastores, de aspecto flamenco, se postran en adoración. La escena muestra a cinco figuras que, a excepción del niño, aparecen recortadas a la altura de la cintura, subrayando la intimidad de la escena. 
Antes de 1616, Jordaens había estado interesado por la paleta cromática manierista, clara y brillante. Sin embargo, con esta pintura, empieza a utilizar la luz, y no el color, como el medio principal de modelar las figuras en el espacio, haciendo evidente su interés por Caravaggio. La principal fuente de luz en "La adoración..." es una vela sostenida por San José. El efecto puede ser una posible muestra de la influencia de pintores como Adam Elsheimer, conocido por situar la principal fuente de luz en el centro de sus composiciones. Otra posible prueba de la influencia de Caravaggio puede encontrarse en el enfoque "realista" que Jordaens aplica al tema: La Virgen y el Niño se presentan de manera sencilla, casi rústica, lejos de los arquetipos idealizados que solían seguirse en las representaciones de este mismo tema.
Jordaens realizó al menos otras seis versiones del tema de la "Adoración". Generalmente, la composición incluye a media docena de figuras agrupadas y recortadas de diversas maneras, que centran la atención del observador en la Sagrada Familia. Este tipo de composición pretendía intensificar el aspecto narrativo de la escena y acentuar la expresión individual de los personajes.

### El sátiro y el campesino

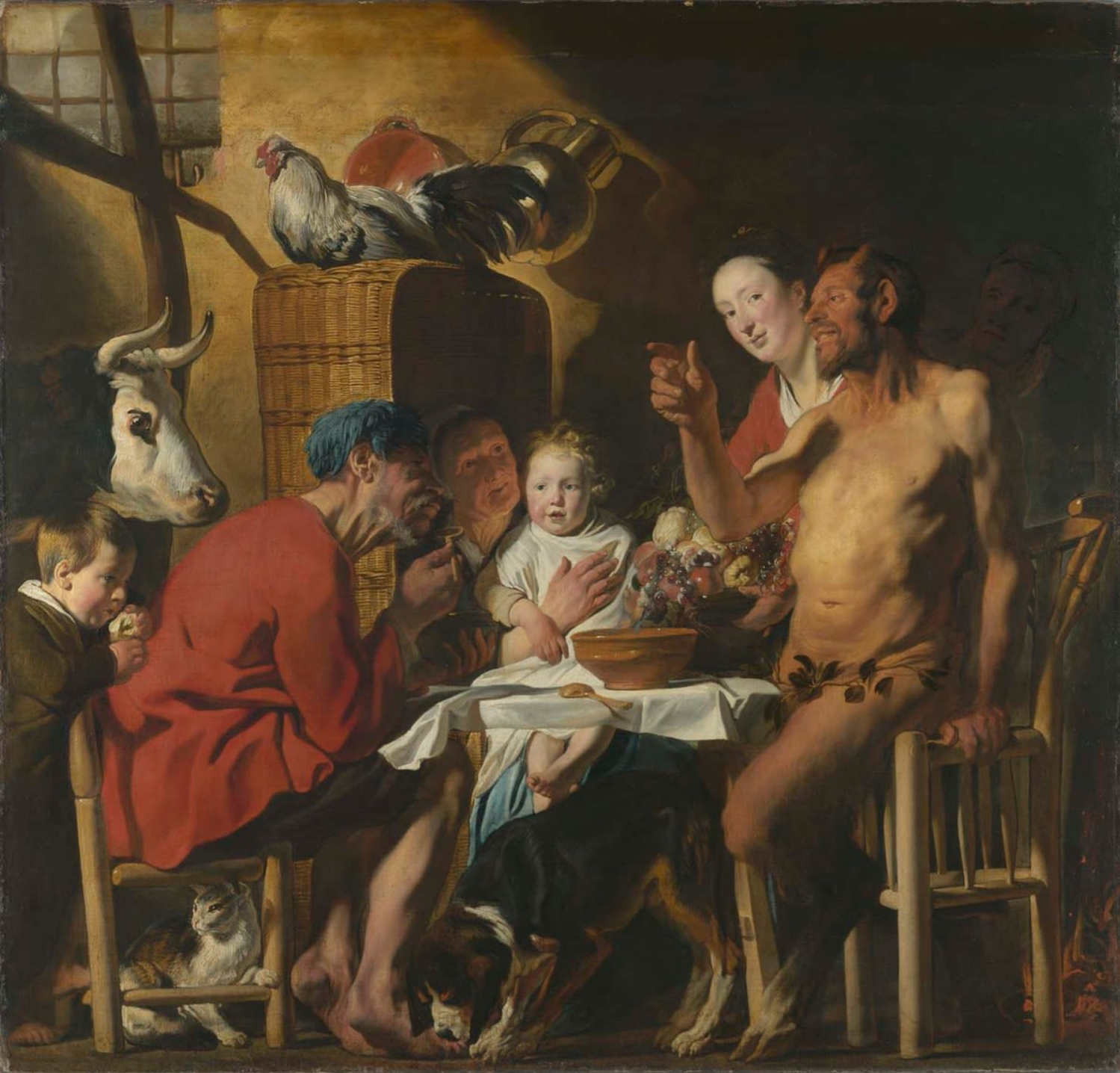
El sátiro y el campesino (1620-21).

Esta escena en particular, de la que Jordaens realizó multitud de versiones, ilustra una fábula moralizante de Esopo. La historia comienza con el encuentro entre un hombre y un sátiro. Un frío día, mientras conversaban, el hombre se llevó los dedos a la boca y sopló. Cuando el sátiro le preguntó por ese gesto, el hombre le contestó que era para calentarse las manos. Después, cuando se sentaron a comer, el hombre se llevó el plato caliente a la boca y volvió a soplar. Cuando el sátiro le preguntó el motivo, le contestó que era para enfriar la comida. El sátiro entonces replicó, "no puedo considerarte un amigo, si dices que el mismo soplo calienta y enfría". La historia pretende ilustrar sobre la dualidad de la naturaleza humana, aunque algunos críticos sostienen que el interés del autor estaba más en el tema campesino que en la moraleja de la fábula.
El momento particular representado en la pintura es cuando el sátiro declara su desconfianza en el hombre. El hombre aún está comiendo, cuando el diablo se incorpora, alzando la mano, preparándose para salir de la casa. Jordaens escogió situar la escena en el interior de una granja abundante en animales: un toro, un perro, un gato y un gallo se acomodan sobre el mobiliario. Del mismo modo, alrededor de la mesa se reúnen figuras de todas las edades: hay un joven detrás de la silla del hombre, una vieja sosteniendo a un niño pequeño, y una joven que se asoma tras el hombro del sátiro.
Es característico del estilo pictórico de Jordaens el modo en que las figuras se empujan hacia el centro de la composición, amontonándose en un pequeño espacio. Jordaens sigue las técnicas tenebristas del claroscuro para definir una iluminación dramática, que resalta algunas figuras de la escena, como el bebé que descansa en el regazo de la anciana. Además, Jordaens recrea efectos naturalistas, como la suciedad en el pie del campesino sentado en primer plano, muy característico del estilo tenebrista flamenco de su época.  Jordaens recreó otras versiones de este tema entre 1620 y 1621. En esta versión, parece haber situado a la niñera para El sátiro y el campesino del mismo modo en que aparecía en La adoración de los pastores, y a juzgar por la gran cantidad de copias que se han encontrado —todas ellas sin el sello del maestro-, se cree que Jordaens había utilizado este cuadro como ejercicio de práctica para sus asistentes y alumnos en el taller.

## Obras de Jordaens en colecciones españolas
En España existe un interesante conjunto de sus obras. El Museo del Prado conserva once obras de su pincel, ocho de las cuales son de carácter mitológico, dos costumbristas y una religiosa, además de un dibujo y una aguada. El Museo Thyssen-Bornemisza cuenta con una Sagrada Familia con un ángel, con participación de su taller. La Real Academia de Bellas Artes de San Fernando posee una Diana y Calisto y en el Museo Lázaro Galdiano se le atribuye un lienzo con Dos  Angelotes abrazados. El Museo de Bellas Artes de Bilbao guarda un fragmento de La infancia de Júpiter titulado: Sátiro tocando la flauta, y una Cabeza de campesino.

## Tapices

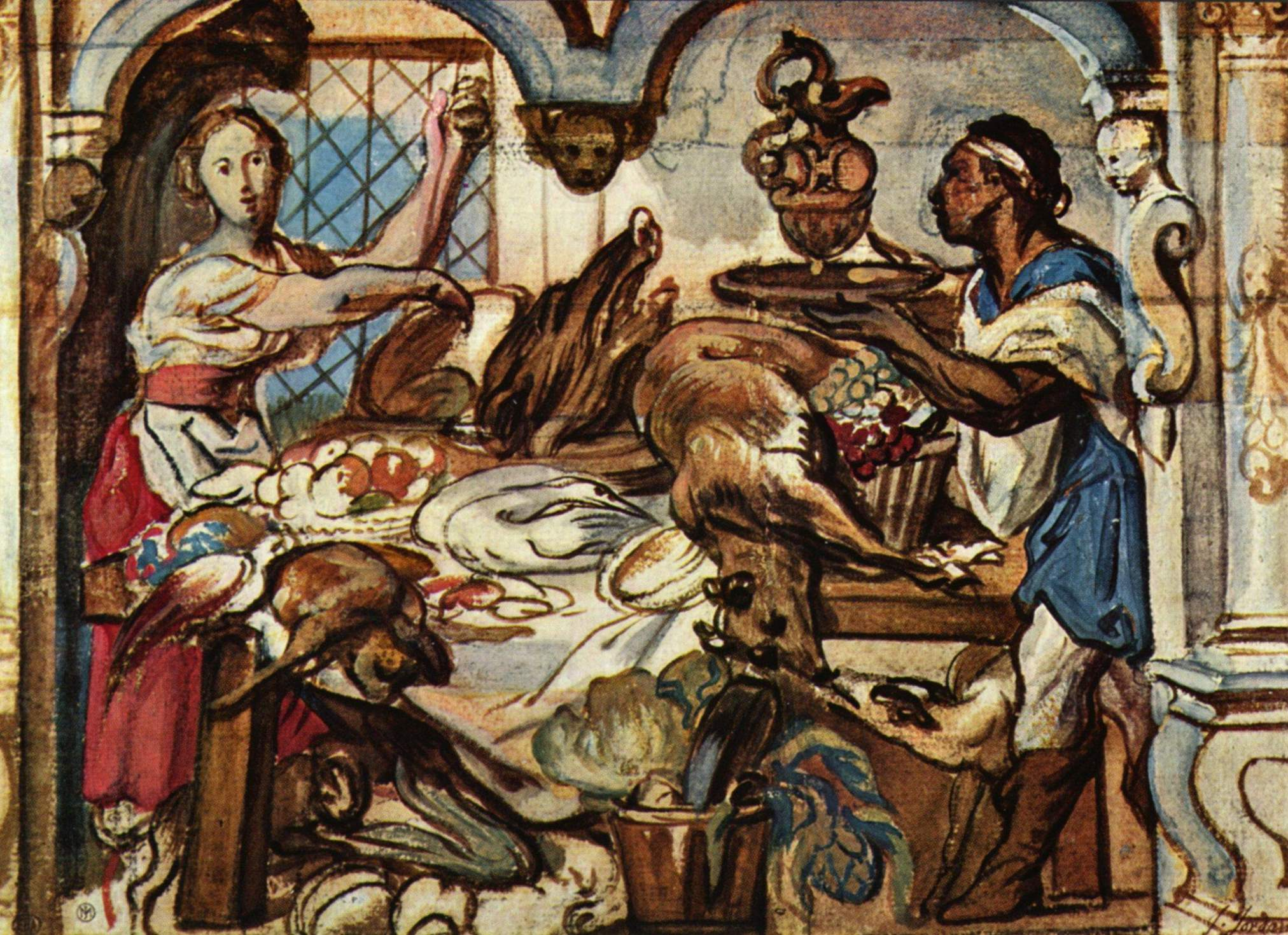
Escena en la cocina, estudio preparatorio para la obra "Interior de una cocina".

Los diseños de tapices representan una parte muy significativa de su obra. Ricas tapicerías, que se contaban entre las obras más lucrativas realizadas entre el Renacimiento y el Barroco, cubrían los salones de las lujosas mansiones de la aristocracia europea desde el siglo XIV. Artistas como Jacob Jordaens, Pedro Pablo Rubens o Pietro da Cortona solían realizarlos por encargo, representando a sus ricos mecenas en escenas mitológicas o históricas cargadas de simbolismo y significación propagandística. Jordaens se convirtió en un especialista en este tipo de obras, y su dedicación y habilidad le ganaron un buen número de clientes. Se le consideró uno de los mayores diseñadores de tapices de su época.
El proceso de creación de tapices comenzaba con un boceto preliminar de la obra. El dibujo se transfería a un formato mayor, pintado al óleo sobre cartón, que era entregado al molino donde se transformaba en una pieza de tela. Jordaens también solía ejecutar pequeños bocetos acuarelados de sus composiciones, aunque hacia el final de su carrera sustituyó el cartón por el mismo lienzo como formato final. Sus tapices estaban concebidos para poder ser transportados por sus ricos propietarios, que solían llevarlos en sus viajes o campañas militares como símbolo de su categoría. El campo de temas a tratar era muy amplio, y pasaba desde la mitología o la vida rural hasta la historia de Carlomagno. Algunos expertos subrayan que un rasgo característico de la producción de Jordaens en esta área era la composición con masas de personajes, aplanados por el formato bidimensional de la tela, que enfatizaba fuertemente las tramas de la textura. De algún modo, Jordaens trasladó a los tapices su gusto por incluir multitud de caracteres en sus obras, ya fuesen tapices o pinturas.
El boceto para "interior de una cocina", que aquí presentamos, es un ejemplo de un estado de trabajo típico en la obra de Jordaens. Utilizando tinta ocre, aplicaba el color sobre una mancha de tiza negra, esbozando sobre el papel la composición final de la naturaleza muerta sobre la mesa y la disposición de las figuras. El resultado final difería ligeramente, pero como algunos autores han señalado la obra se inspiraba, en sus estados iniciales, en las naturalezas muertas del artista de Amberes Frans Snyders, muy afín a los intereses de Jordaens.

## Dibujos

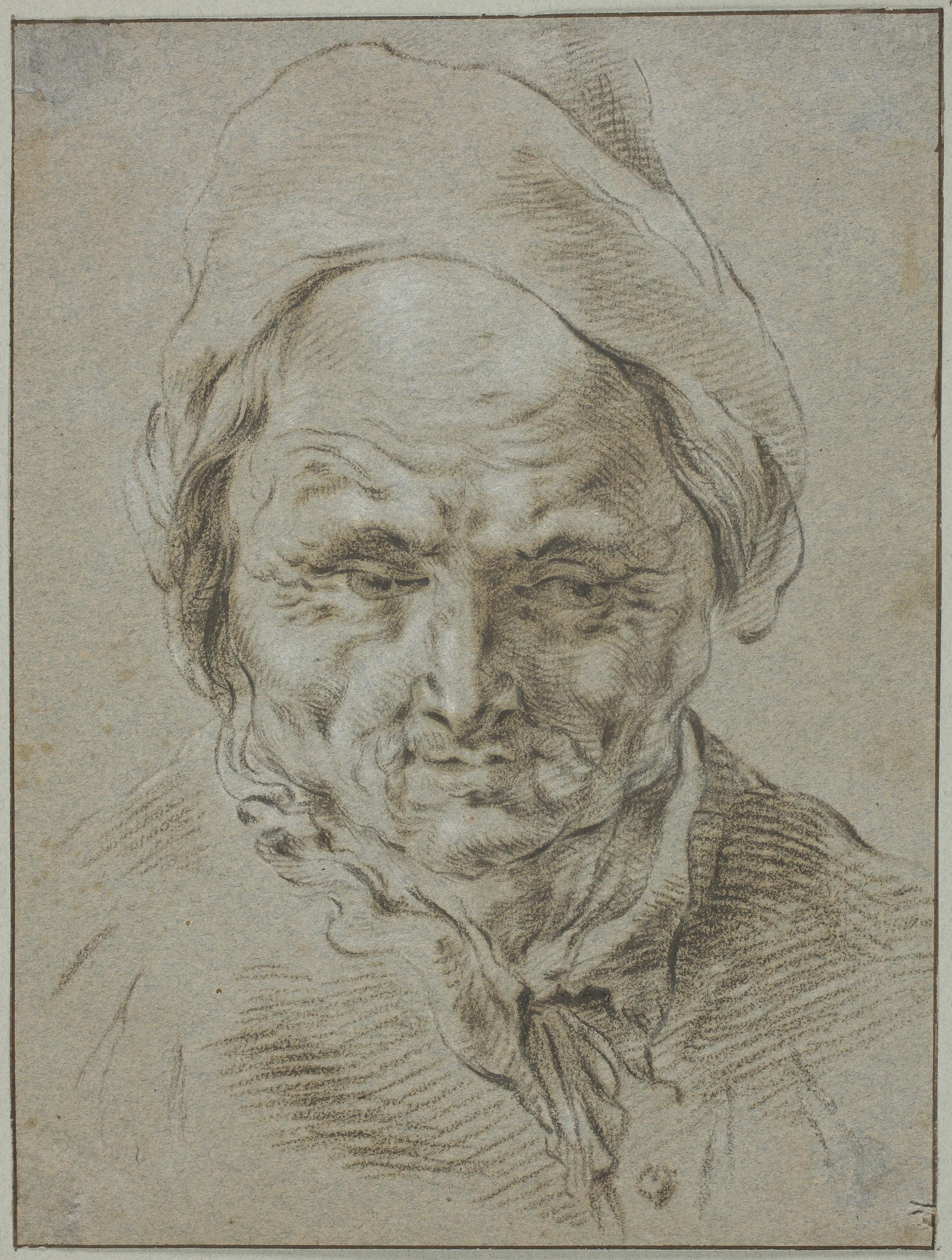
Cabeza de viejo. Museo del Prado, Gabinete de Dibujos, Estampas y Fotografías, legado Fernández Durán.

Algunos críticos han señalado que la obra de Jordaens continuó estilísticamente el "pictoricismo" característico de los dibujos de Rubens o Van Dyck en sus propios bocentos. Actualmente, los dibujos atribuidos al maestro rondan los 450, aunque lo parecido de sus técnicas hace que exista cierta disensión entre los expertos a la hora de distinguir su obra de la de Rubens. De cualquier modo, Jordaens y sus coetáneos fueron los principales exponentes de la tendencia flamenca hacia la realización de bocetos y apuntes preparatorios de menor escala que la imagen definitiva. Jordaens fue un consumado dibujante que no dudó en utilizar técnicas pictóricas -como el gouache o la acuarela- en la ejecución de sus bocetos. Su obra en papel también se caracteriza por su economía de medios, y no era raro que añadiese tiras de papel, recortase secciones del formato o pegase fragmentos aislados (al modo de un collage) sobre el papel, hasta lograr el efecto deseado.

### Un estudio concreto: La "Alegoría de Abril"
El tema de este dibujo (de fecha desconocida) ha sido objeto de cierta controversia. Este retrato de una mujer desnuda a lomos de un toro sería muy probablemente una representación del conocido tema mitológico de "el rapto de Europa", que presenta a Júpiter metamorfoseado en toro. No obstante, algunas teorías lo interpretan como una alegoría del mes de abril: según esa lectura, el toro representaría el signo zodiacal de Tauro, mientras que la mujer, que sostiene un ramo de flores, se identificaría con Flora, la diosa de la Primavera. Las figuras que la escoltan serían por tanto Ceres, la divinidad de la agricultura, y Sileno, instructor y consejero de Baco.

## Grabados
La faceta de Jordaens como grabador no es conocida entre el público no iniciado y apenas suele merecer atención en las monografías de arte, si exceptuamos los libros específicos sobre grabado antiguo. El experto Hollstein asignaba a Jordaens siete imágenes grabadas, varias de ellas con la fecha 1652; autoría que secunda en tiempos modernos (1993) el experto D'Hulst.
Los siete grabados ostentan inscrito el nombre de Jordaens como «inventor» (diseñador de la imagen), lo que da pie a pensar que el trabajo de grabar las matrices lo hizo otra mano; pero la convicción general es que él hizo todo el trabajo. Están hechos al aguafuerte con un resultado digno en cuanto a dibujo, si bien carecen de la destreza y expresividad de los aguafortistas más celebrados como Rembrandt y José de Ribera. 
Sus temas son variados y Jordaens ya los había plasmado casi todos en pinturas: Cristo expulsando a los mercaderes del templo, Lamentación ante Cristo muerto, Juno sorprendiendo a Júpiter e Ío, Mercurio matando a Argos, Júpiter alimentado por la cabra Amaltea, La huida a Egipto y un tema rural, Granjero agarrando a una vaca por la cola (antes identificado como Caco robando el rebaño de Gerión). Ejemplares de estos grabados se conservan en museos de medio mundo: Museo Británico de Londres, National Gallery de Washington, Art Institute de Chicago...